# Selenotoca papuensis
Selenotoca papuensis is een straalvinnige vissensoort uit de familie van argusvissen (Scatophagidae). De wetenschappelijke naam van de soort is voor het eerst geldig gepubliceerd in 1938 door Fraser-Brunner.